# شفيق تيغروجا
شفيق تيغروجا (بالفرنسية: Chafik Tigroudja) (16 يناير 1992 بليل في فرنسا - ) هو لاعب كرة قدم فرنسي في مركز الوسط. لعب مع نادي نيور وبونتيت جراند أفينيون 84 ‏.

## وصلات خارجية
- شفيق تيغروجا على موقع رابطة كرة القدم الفرنسية للمحترفين (الإنجليزية)
- شفيق تيغروجا على موقع قاعدة بيانات كرة القدم.إي يو (الإنجليزية)
- شفيق تيغروجا على موقع Soccerway.com (الإنجليزية)